# Qingtongxia
Koordinaten: 37° 50′ N, 105° 57′ O
Qingtongxia (chinesisch 青铜峡市, Pinyin Qīngtóngxiá Shì) ist eine kreisfreie Stadt in dem autonomen Gebiet Ningxia, Volksrepublik China. Sie gehört zum Verwaltungsgebiet der bezirksfreien Stadt Wuzhong.
2020 hatte sie 244.309 Einwohner.